# Kirchenkreis An Nahe und Glan
Der Evangelische Kirchenkreis An Nahe und Glan ist einer der 37 Kirchenkreise der Evangelischen Kirche im Rheinland. Sitz der Superintendentur des Kirchenkreises ist die Kreisstadt Bad Kreuznach.

## Lage
Der Kirchenkreis liegt im Süden der Landeskirche. Sein Gebiet ist großenteils deckungsgleich mit dem des rheinland-pfälzischen Landkreises Bad Kreuznach. Die Kirchengemeinden Bingerbrück und Münster-Sarmsheim-Waldalgesheim gehören zum Landkreis Mainz-Bingen. Dafür gehören einige Gemeinden im Süden des Landkreises zur Evangelischen Kirche der Pfalz, einige im Westen zur Evangelischen Kirche in Hessen und Nassau.

## Geschichte
Der Kirchenkreis entstand 1969 durch den Zusammenschluss der Kirchenkreise Kreuznach, Sobernheim und Meisenheim. Die beiden ersten, im 19. Jahrhundert meist als Synode Kreuznach bzw. Synode Sobernheim bezeichnet, waren schon 1817 gegründet worden, als in den an Preußen gefallenen rheinischen Gebieten (Provinz Großherzogtum Niederrhein, ab 1822 Rheinprovinz) die kirchlichen Angelegenheiten neu geregelt wurden. Das Gebiet gehörte früher überwiegend zur Kurpfalz, zur Vorderen oder Hinteren Grafschaft Sponheim oder zum Gebiet der Wild- und Rheingrafen. Einzelne Orte waren kurtrierisch oder ritterschaftlich, die Konfession seit dem 16. Jahrhundert meist reformiert oder lutherisch. Noch im Jahr 1817 nahmen alle Gemeinden die Union an. Der Kirchenkreis Meisenheim wurde 1868 gegründet, nachdem das Oberamt Meisenheim, das seit 1816 ein Teil der Landgrafschaft Hessen-Homburg gewesen war, 1866 von Preußen annektiert und der Rheinprovinz angegliedert worden war. Das Gebiet hatte zuvor überwiegend zum seit 1588 reformierten Herzogtum Pfalz-Zweibrücken gehört. Hier war 1836 von allen Gemeinden die Union eingeführt worden.

## Partnerschaft
Der Kirchenkreis ist durch eine Partnerschaft mit der Synodalregion Rubengera in Ruanda verbunden.

## Gemeinden
Zum Kirchenkreis gehören die Kirchengemeinden Bad Kreuznach, Bad Sobernheim (Paul-Schneider-Gemeinde), Becherbach, Bingerbrück, Bockenau-Sponheim, Bretzenheim, Gebroth-Winterburg, Guldenbachtal, Hennweiler-Oberhausen, Hundsbach, Jeckenbach, Kirn, Langenlonsheim, Lukas-Kirchengemeinde Winzenheim,  Meisenheim, Mittlere Nahe, Münster-Sarmsheim, Niederhausen-Norheim, Roxheim, Simmern unter Dhaun, St. Johannisberg, Waldböckelheim und Weinsheim-Rüdesheim.

## Leitung
Oberstes Organ des Kirchenkreises ist die Kreissynode. Zwischen den Tagungen der Kreissynode wird der Kirchenkreis vom Kreissynodalvorstand (KSV) geleitet. Dem Kreissynodalvorstand wie auch der Kreissynode sitzt die Superintendentin vor, die jeweils für acht Jahre von der Kreissynode gewählt wird. Gegenwärtige Superintendentin ist Astrid Peekhaus.

## Gebäude in kirchlicher Nutzung
| Ort                     | Kirchengemeinde                                              | Kirche                                   | Kreis         | Bauzeit Fertigst.                            | Besonderheiten | Abbildung |
| ----------------------- | ------------------------------------------------------------ | ---------------------------------------- | ------------- | -------------------------------------------- | -------------- | --------- |
| Abtweiler               | Evangelische Kirchengemeinde Bad Sobernheim                  | Evangelische Kirche Abtweiler            | Bad Kreuznach | 15. Jahrhundert                              |                |           |
| Argenschwang            | Evangelische Kirchengemeinde Gebroth-Winterburg              | Evangelische Kirche Argenschwang         | Bad Kreuznach | 1882                                         |                |           |
| Bad Kreuznach           | Evangelische Kirchengemeinde Bad Kreuznach                   | Johanneskirche                           | Bad Kreuznach | 1966                                         |                |           |
| Bad Kreuznach           | Evangelische Kirchengemeinde Bad Kreuznach                   | Markuskirche                             | Bad Kreuznach | 1974                                         |                |           |
| Bad Kreuznach           | Evangelische Matthäus-Kirchengemeinde Bad Kreuznach          | Matthäuskirche                           | Bad Kreuznach | 1965–1968                                    |                |           |
| Bad Kreuznach           | Evangelische Kirchengemeinde Bad Kreuznach                   | Pauluskirche                             | Bad Kreuznach | 1311                                         |                |           |
| Bad Kreuznach           | Stiftung kreuznacher diakonie                                | Diakoniekirche                           | Bad Kreuznach | 1897–1898                                    |                |           |
| Bad Münster am Stein    | Evangelische Matthäus-Kirchengemeinde Bad Kreuznach          | Evangelische Kirche Bad Münster am Stein | Bad Kreuznach | 1907/08                                      |                |           |
| Bad Sobernheim          | Evangelische Kirchengemeinde Bad Sobernheim                  | St. Matthias                             | Bad Kreuznach | 15. Jahrhundert                              |                |           |
| Bärweiler               | Evangelische Kirchengemeinde Mittlere Nahe                   | Evangelische Kirche Bärweiler            | Bad Kreuznach | 15. Jahrhundert                              |                |           |
| Becherbach bei Kirn     | Evangelische Kirchengemeinde Becherbach                      | Evangelische Kirche Becherbach bei Kirn  | Bad Kreuznach | 1788                                         |                |           |
| Bingerbrück             | Evangelische Kirchengemeinde Bingerbrück                     | Gustav-Adolf-Jubiläumskirche             | Mainz-Bingen  | 1894/95                                      |                |           |
| Bockenau                | Evangelische Kirchengemeinde Bockenau-Sponheim               | Evangelische Kirche Bockenau             | Bad Kreuznach | 1748                                         |                |           |
| Boos (Nahe)             | Evangelische Kirchengemeinde Waldböckelheim                  | Evangelische Kirche Boos (Nahe)          | Bad Kreuznach | 11./12. Jahrhundert                          |                |           |
| Breitenheim             | Evangelische Kirchengemeinde Jeckenbach                      | Evangelische Kirche Breitenheim          | Bad Kreuznach | 1788                                         |                |           |
| Bretzenheim             | Evangelische Kirchengemeinde Bretzenheim                     | Friedenskirche (Bretzenheim)             | Bad Kreuznach |                                              |                |           |
| Burgsponheim            | Evangelische Kirchengemeinde Bockenau-Sponheim               | Evangelische Kirche Burgsponheim         | Bad Kreuznach | 1967                                         |                |           |
| Daubach (Hunsrück)      | Evangelische Kirchengemeinde Gebroth-Winterburg              | Evangelische Kirche Daubach              | Bad Kreuznach | 1866                                         |                |           |
| Daxweiler               | Evangelische Kirchengemeinde Guldenbachtal                   | Christuskirche (Daxweiler)               | Bad Kreuznach |                                              |                |           |
| Desloch                 | Evangelische Kirchengemeinde Jeckenbach                      | Evangelische Kirche Desloch              | Bad Kreuznach |                                              |                |           |
| Dörrebach               | Evangelische Kirchengemeinde Guldenbachtal                   | Gustav-Adolf-Kirche (Dörrebach)          | Bad Kreuznach |                                              |                |           |
| Dorsheim                | Evangelische Kirchengemeinde Münster-Sarmsheim-Waldalgesheim | St. Laurentius (Dorsheim)                | Bad Kreuznach | 1833/34                                      |                |           |
| Eckenroth               | Evangelische Kirchengemeinde Guldenbachtal                   | Evangelische Kirche Eckenroth            | Bad Kreuznach | 1782                                         |                |           |
| Eckweiler               | Evangelische Kirchengemeinde Gebroth-Winterburg              | Heilig-Kreuz-Kirche (Eckweiler)          | Bad Kreuznach | um 1500                                      |                |           |
| Gebroth                 | Evangelische Kirchengemeinde Gebroth-Winterburg              | Evangelische Kirche Gebroth              | Bad Kreuznach | 1906                                         |                |           |
| Genheim                 | Evangelische Kirchengemeinde Münster-Sarmsheim-Waldalgesheim | Evangelische Kirche Genheim              | Mainz-Bingen  | 1868–1871                                    |                |           |
| Guldental               | Evangelische Kirchengemeinde Guldenbachtal                   | Evangelische Kirche Guldental            | Bad Kreuznach | Chorturm romanisch, Langhaus 15. Jahrhundert |                |           |
| Hahnenbach              | Evangelische Kirchengemeinde Hennweiler-Oberhausen           | Evangelische Kirche Hahnenbach           | Bad Kreuznach | 1948                                         |                |           |
| Hargesheim              | Evangelische Kirchengemeinde Roxheim                         | Evangelische Kirche Hargesheim           | Bad Kreuznach | 1730/31                                      |                |           |
| Heimweiler              | Evangelische Kirchengemeinde Becherbach                      | Evangelische Kirche Heimweiler           | Bad Kreuznach | 1967                                         |                |           |
| Hennweiler              | Evangelische Kirchengemeinde Hennweiler-Oberhausen           | Stephanuskirche (Hennweiler)             | Bad Kreuznach | Chorturm romanisch, Langhaus 1790            |                |           |
| Hochstädten             | Evangelische Kirchengemeinde St. Johannisberg                | Evangelische Kirche Hochstädten          | Bad Kreuznach | 1866/67                                      |                |           |
| Hochstetten             | Evangelische Kirchengemeinde St. Johannisberg                | Evangelische Kirche Hochstetten          | Bad Kreuznach | 1864                                         |                |           |
| Horbach (bei Simmertal) | Evangelische Kirchengemeinde Simmern unter Dhaun             | Evangelische Kirche Horbach              | Bad Kreuznach | 1747                                         |                |           |
| Hüffelsheim             | Evangelische Kirchengemeinde Hüffelsheim                     | Evangelische Kirche Hüffelsheim          | Bad Kreuznach | spätgotisch                                  |                |           |
| Hundsbach               | Evangelische Kirchengemeinde Hundsbach                       | Evangelische Kirche Hundsbach            | Bad Kreuznach | 1867                                         |                |           |
| Jeckenbach              | Evangelische Kirchengemeinde Jeckenbach                      | Evangelische Kirche Jeckenbach           | Bad Kreuznach | 1767                                         |                |           |
| Kallenfels              | Evangelische Kirchengemeinde Kirn                            | Evangelische Kirche Kallenfels           | Bad Kreuznach | 19. Jahrhundert                              |                |           |
| Kirn                    | Evangelische Kirchengemeinde Kirn                            | Evangelische Kirche Kirn                 | Bad Kreuznach | 15. Jahrhundert                              |                |           |
| Langenlonsheim          | Evangelische Kirchengemeinde Langenlonsheim                  | Evangelische Pfarrkirche Langenlonsheim  | Bad Kreuznach | ab 1200                                      |                |           |
| Meisenheim              | Evangelische Kirchengemeinde Meisenheim                      | Schlosskirche Meisenheim                 | Bad Kreuznach | 1479–1504                                    |                |           |
| Roxheim                 | Evangelische Kirchengemeinde Roxheim                         | Evangelische Kirche Roxheim              | Bad Kreuznach | 13. Jahrhundert                              |                |           |
| Hochstetten-Dhaun       | Evangelische Kirchengemeinde St. Johannisberg                | Stiftskirche St. Johannisberg            | Bad Kreuznach |                                              |                |           |
| Waldböckelheim          | Evangelische Kirchengemeinde Waldböckelheim                  | Bergkirche (Waldböckelheim)              | Bad Kreuznach |                                              |                |           |

## Kirchenmusik

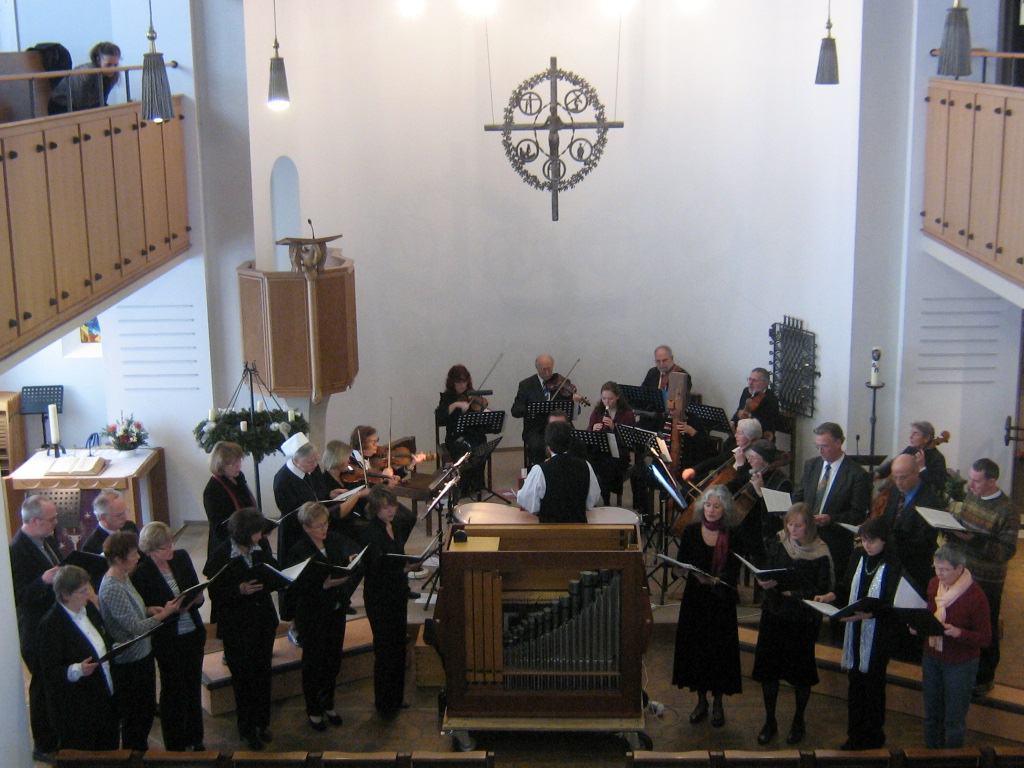
Kreuznacher-Diakonie-Kantorei

### Bekannte Kirchenchöre des Kirchenkreises
- Kantorei an der Pauluskirche
- Kreuznacher-Diakonie-Kantorei

### Kirchenmusiker des Kirchenkreises
- August Stern (1837–1914), Kirchenmusiker in Sobernheim und in der Stiftung kreuznacher diakonie („Diakonie-Anstalten“)
- Gisbert Enzian (1847–1919), Organist der „englischen Kapelle“ und Dirigent der Kreuznacher-Diakonie-Kantorei
- Dieter Wellmann (1933–2025), Kirchenmusikdirektor an der Pauluskirche und Kreiskantor von 1960 bis 1996
- Helmut Kickton (* 1956), seit 1987 Kantor der Stiftung kreuznacher diakonie
- Beate Rux-Voss (* 1967), Kantorin an der Pauluskirche von 1996 bis 2013
- Thorsten Mäder (* 1969), 2003–2004 Interimskantor an der Pauluskirche, Organist in der Gemeinde Guldental

Kreiskantorin ist zurzeit die Kantorin Carla Braun.

## Diakonisches Werk
Das Diakonische Werk unterstützt die Gemeinden in diakonisch-sozialen Fragen und bietet professionelle Hilfe für Ratsuchende an.